# MapleStory
MapleStory is een gratis, 2D MMORPG, ontwikkeld door het Zuid-Koreaanse bedrijf Wizet. Het bedrijf is inmiddels overgenomen door Nexon. Er bestaan versies van MapleStory voor specifieke gebieden of landen die onderhouden worden door bedrijven als Wizet en Nexon. In totaal wordt het spel gespeeld door 100 miljoen spelers (voor het laatst geteld in juni 2009). MapleStory Global, voornamelijk voor spelers uit Noord-Amerika, Oost-Azië, en Zuidoost-Azië wordt gespeeld door 3 miljoen spelers. MapleEurope, de Europese server die in 2007 startte, wordt door steeds meer spelers gespeeld. Per 11 november 2016 is MapleStory Europe samengevoegd met MapleStory Global en worden beide gateways gehost en beheerd door Nexon Noord-Amerika.
De spelers bevinden zich in de Maple Wereld waar ze monsters kunnen verslaan en de vaardigheden en eigenschappen van hun personage kunnen verbeteren, zoals gebruikelijk in Computer role-playing games. Spelers kunnen met anderen chatten, handelen en minigames spelen. Ook kunnen spelers een groep vormen om gezamenlijk monsters te verslaan en de beloning te verdelen. Het is mogelijk een gilde te vormen om interactie met anderen makkelijker te maken.

## Klassen
Spelers kunnen uit verschillende typen characters kiezen: de Avonturiers, Ridders van Cygnus en de Legends. In elk type kun je kiezen uit verschillende klassen: de Boogschutter, de Dief, de Magiër, de Krijger, de Piraat en de Ice Knight. Bij de ridders van Cygnus is de Zielmeester bijvoorbeeld een Krijger. De hete peper is een zeldzaam item die maar eens per jaar uit de klauwen van Balrog gestolen kan worden.
Elke klasse gebruikt een andere combinatie van de 4 eigenschappen (ability's). strength (STR, kracht), dexterity (DEX, behendigheid), intelligence (INT, intelligentie) en luck (LUK, geluk). Bij ieder level dat de speler behaalt, krijgt die vijf AP (ability points) om te verdelen. Ook krijgt de speler drie vaardigheidspunten (SP, skill points) om zijn/haar vaardigheden (Skills) te upgraden naar een hoger level, waardoor deze sterker worden. Dit zijn bijvoorbeeld Magische Klauw voor de Magiër en Dubbele pijl bij een Boogschutter. Ook heb je een aanval genaamd de kronko curse.
Resistance of Verzet
- Wild Hunter (de resistancevorm van een Boogschutter, gebruikt een Kruisboog en kan op een "Jaguar" rijden)
- Battle Mage (de resistancevorm van een Magiër, gebruikt een staf)
- Mechanic (de resistancevorm van een Piraat, gebruikt pistool en een speciale uitrusting)
- Demon Slayer (de resistancevorm van een Krijger. Kan vliegen, gebruikt i.p.v MP (Mana Points)DF (Demon Fury) ook heeft het een andere begin dan de andere Resistance klassen)
- Xenon (hybride van piraat en dief)
- Demon Avenger (gebruikt enkel HP)

### Avonturiers

#### Eerste Klassebevordering (level 10)
- Boogschutter (Bowman)
- Dief (Thief)
- Magiër (Magican)
- Krijger (Warrior)
- Piraat (Pirate)
- Dualblade (Thief)
- Cannoneer (Pirate)

#### Tweede Klassebevordering (level 30)
- Boogschutter: Jager (Hunter), Kruisboogschutter (Crossbowman)
- Dief: Sluipmoordenaar (Assasin), Bandiet (Bandit)
- Magiër: Vuur/Gif Tovenaar (Fire/Poison Wizard), IJs/Bliksem Tovenaar (Ice/Lightning Wizard), Geestelijke (Cleric)
- Krijger: Strijder (Fighter), Schildknaap (Page), Speerdrager (Spearman)
- Piraat: Pistoolslingeraar (Gunslinger), Ruziezoeker/Vechter (Brawler)
- Dualblade: Dualblade 2e klas (mogelijk op level 20)
- Cannoneer (Pirate)

#### Derde Klassebevordering (level 60)
- Boogschutter: Hunter → Ranger, Crossbowman → Sniper
- Dief: Assassin → Hermit, Bandit → Chief bandit
- Magiër: Fire/Poison Wizard → Fire/Poison Mage, Ice/lightning Wizard → Ice/Lightning Mage, Cleric → Priest
- Krijger: Fighter → Crusader, Page → White Knight, Spearman → Dragon Knight
- Piraat: Gunslinger → Outlaw, Brawler → Marauder
- Dual Blade (Thief)
- Cannon Trooper (Pirate)

#### Vierde Klassebevordering (level 100)
- Boogschutter: Ranger → Bow Master, Sniper → Marksman
- Dief: Hermit → Night Lord, Chief Bandit → Shadower
- Magiër:  Fire/Poison Mage → Fire/Poison Arch Mage, Ice/lightning Mage → Ice/lightning Arch Mage, Priest → Bishop
- Krijger: Crusader → Hero, White Knight → Paladin, Dragon Knight → Dark Knight
- Piraat: Outlaw → Corsair, Marauder → Buccaneer
- Dual Blade (Thief)
- Cannon Master (Pirate)

### Ridders van Cygnus (Knights of Cygnus)
- Windbreker (Wind Breaker) (Boogschutter + Windelement)
- Zielmeester (Dawn Warrior) (Krijger + Lichtelement)
- Strijker (Thunder Breaker) (Piraat + Bliksemelement)
- Vuur Tovenaar (Blaze Wizard) (Magiër + Vuurelement)
- Nacht Loper (Night Walker) (Dief + Duisterelement)

### Legends/helden
- Aran (hellebaardkrijger)
- Evan (magiër met een draakje))
- Mercedes (boogschutter met een dubbelboogpistool)
- Luminous (Licht/Duister magiër)
- Eunwol/Shade (een piraat, gebruikt een klauw)
- Phantom/fantoom (gebruikt een cane en zijn skills zijn gebaseerd op kaarten) Net als twisted fate in League Of Legends.

### Nova
- Kaiser (een combinatie tussen Krijger/Magiër/Boogschutter, heeft in principe geen HP- of MP-potjes nodig)
- Angelic Buster (piraat)
- Cadena (dief met kettingen) momenteel alleen nog in de Koreaanse versie van MapleStory

### Speciaal
- Kinesis (Magiër met Telekinetische krachten)
- Zero (Onderverdeeld in een man en een vrouw; Alpha en Beta, een Krijger type)
- Jett (GMS Exclusive piraat)
- ZEN (MapleSEA Exclusive piraat)
- Chase/Beast Tamer (Keuze uit 4 dieren die je vaardigheden kan geven, Beer, Vogel, Kat en Luipaard)

### Sengoku
- Hayato
- Kanna

Ook zijn er spelers die kiezen voor Permanent Beginner (dit is geen echte job, maar deze spelers hebben hun naam te danken aan het feit dat ze geen nieuwe klasse kiezen maar beginner blijven).
En zo zijn er ook nog de 'Islanders', characters die op het Maple Island blijven, het begineiland van de Avonturiers, en daar trainen. Deze doen ook geen Klasse bevordering, en blijven op zeer lage monsters trainen, omdat er op Maple Island (het begineiland) simpelweg geen sterke monsters zijn.
Iedere Avonturier begint als een beginner op level één. Vanaf level acht kan de speler kiezen om een magiër te worden. Vanaf level tien kan de speler een krijger, dief, boogschutter of piraat worden. 
Een Ridder van Cygnus (Knight of Cygnus) begint op level één niet als een beginner, maar als een noblesse, een nobele. Een KoC (de veelal gebruikte afkorting van Knights of Cygnus) start niet op Maple Island, maar op Erev. Wanneer je hier tot level 10 getraind bent, zul je kunnen kiezen uit een van de Knights of Cygnus.
Een Aran is een speciale klasse, aangezien deze klasse het combo systeem heeft. Het combosysteem is gebaseerd (zoals de naam al doet vermoeden) op combo's. Iedereen keer dat je een monster hit (raakt) krijg je 1 combo er bij. Bepaalde skills kun je bijvoorbeeld pas gebruiken wanneer je 30 combo hebt. De start van het verhaal anders is dan normaal. Je begint namelijk als een level 200 Legend, die een klein kindje moet redden in het bos, waarvoor je eerst monsters moet doden. Dit is voor de verhaallijn, én om je kennis te laten maken met het combosysteem.
Zodra je het kindje terug hebt gebracht naar het schip (de mensen vluchten, omdat de Zwarte Magiër er aan komt), laat je weten dat je achterblijft om tegen de Zwarte Magiër te vechten. Dan wordt het beeld zwart, en start je weer als een level 1 Aran. Je bent al je krachten kwijt, en je bent voor honderd jaren bevroren geweest. Een meisje genaamd Lilin vindt je en vertelt je alles over wat er is gebeurd, aangezien je alles bent vergeten. Lilin helpt je met trainen, en blijft altijd een belangrijke rol spelen voor de Aran. De Aran begint ook niet op Maple Eiland, maar op het eilandje Rien.
Je draagt dezelfde kleding als een Krijger en vecht met een Polearm (hellebaard), een ander Warrior-wapen is ook mogelijk, maar dan zul je je skills niet kunnen gebruiken. Ook heeft een Aran (zoals een krijger) STR en DEX nodig.
Men kan zijn of haar personage sterker maken door bepaalde abilities in te vullen per level of door kleren en wapens te dragen. Op level 30 kan de speler de tweede klasse bevordering doen, waardoor men nieuwe skills heeft. Deze zijn mooier en uitbundiger dan de eerste job skills. Op level 60 kan men een derde klassebevordering doen in El Nath. Dit geldt alleen voor de Avonturiers, zoals Dief, Boogschutter, Magiër, Krijger en Piraat.
De andere klassen, zoals de Knights of Cygnus en Aran hebben een eigen gebaseerde klassebevordering. Arans moeten namelijk altijd terug naar Rien, een eiland waar pinguïns kunnen praten. Hier kan hij steeds naar terug om skills vrij te spelen en zijn advancement te doen. Ook gaat men in deze klasse regelmatig terug in de tijd.
Evan (Sinds 15-12-10 ook in Maplestory Europe) Hier speelt men een karakter dat een ei heeft gevonden. Dit ei komt uit en hieruit verschijnt een klein draakje. De speler is met de draak "verbonden". Naarmate de speler hogere levels bereikt wordt zijn draak sterker, en transformeert hij naar een steeds grotere draak. Men vecht hier zelf niet, maar men bestuurt de eigen draak die steeds achter de speler vliegt en later ook als rijdier gebruikt kan worden. De draak is gemaakt van granieten kogels.
Over de Resistance is nog niet veel bekend. Wat wel bekend is dat ze komen uit het stadje Edelstein. Hier zijn de handlangers van de "Black Mage" (de Black Wings) binnengekomen en hebben het stadje Edelstein veroverd. Op een dag kwamen een paar mensen bij elkaar die zich de "Resistance" noemden. Deze proberen de Black Wings te verdrijven uit hun stad.
De laatste klassebevordering voor Avonturiers komt op level 100 en kan men doen in Leafre. Het hoogst bereikbare level is 250.
MapleStory is sinds 2009 ook begonnen met het maken van de verhaallijn waarbij vooral de "Zwarte Magiër" een belangrijke rol speelt. Er vocht van elke klasse iemand mee (van de magiër klasse 2) Deze klassen heten nu de Heroes (Helden). Deze bestaan uit:
-Freud, hij was een Magiër en gebruikte een wand/staff en een draak om mee te vechten. (Dit is niet Evan, Evan is namelijk de opvolger van Freud, als Evan level 200 bereikt wordt hij benoemd tot de nieuwe held.);
-Aran, hij/zij (geslacht is wisselend) is een krijger en gebruikt een polearm om mee te vechten;
-Mercedes, zij is een boogschutter en gebruikt dual bowguns om mee te vechten;
-Phantom, hij is een dief en gebruikt een cane om mee te vechten;
-Luminous, hij is een magiër en gebruikt een shining rod om mee te vechten;
-Eunwol/Shade, hij is een piraat en gebruikt een klauw om mee te vechten.
De strijd tegen het kwaad gaat echter door. Daarom is er eigenlijk geen "einde" aan het spel. Er komen altijd nieuwe queesten, nieuwe items of andere verzamelobjecten. De nieuwe Verhaallijn van de Zwarte Magiër is nog in de beginfase, in wat voor richting deze zal ontplooien is nog niet duidelijk. Het is ook nog niet duidelijk of hij een baas wordt in het spel. Hij is wel nog in leven.
De Big Bang update was de grootste verandering die er in de geschiedenis van MapleStory plaatsvond. De Zwarte Magiër heeft alles veranderd in Maple World Hierdoor werden alle klassen sterker en kregen nieuwe vaardigheden. De monster veranderden en ook kwam er een complete verandering van de hele Maple World (Mappen, steden enz.). Deze patch bestond uit 3 delen. In de eerste werd alles veranderd. In de tweede kwam de 'Resistance' uit (Wild Hunter en Battle Mage) en in de derde kwam 'Mechanic' uit.

## Monsters
In Maplestory zijn er verschillende soorten monsters. In het begin komt men enkel zwakkere monsters tegen, maar naarmate de speler een hogere rang/level bereikt worden de monsters die hij tegenkomt sterker. Deze monsters gaan er anders uitzien, en krijgen ook Magic Attacks. Het verschil tussen en normale attack en een Magic Attack van een monster is dat de speler een normale attack alleen krijgt als hij tegen het monster aan loopt. Dus met contact. En bij Magic Attack hoef je het monster niet aan te raken. Je hebt ook voor beide aanvallen een verschillende defense. Naast de gewone monsters zijn er ook nog de bazen (bosses).

## Grote Updates
- BigBang - Heel MapleStory veranderd, alle monsters andere levels, nieuwe UI, Nieuwe Klassen: Wild Hunter, Battle Mage, Mechanic. (Winter 2010/2011 GMS)
- Chaos -  Crafting systeem toegevoegd, Aran en Evan Revamp. (Zomer 2011 GMS)
- JUMP! / Ascension - Magiër, Krijger, Boogschutter Revamp, Toevoeging van Monster Park. (Herfst 2011 GMS)
- Legends - 3 Nieuwe Klassen: Cannoneer, Mercedes, Demon Slayer. (Winter 2011/2012 GMS)
- Renegades / Justice - Jett/Zen Klasse, Phantom Klasse en Azwan content is toegevoegd (Zomer 2012 GMS)
- Tempest - 3 Nieuwe Klassen: Luminous, Kaiser, Angelic Buster. Grandis de buitenaardse wereld is toegevoegd. Magnus boss is toegevoegd. (Winter 2012/2013 GMS)
- Mark of Honour - De update waar de Japanse (Sengoku) Klassen worden toegevoegd Hayato en Kanna. Ook de release van de boss Mori Ranmaru. (Voorjaar 2013 GMS)
- Unlimited / Spark / Unleashed - Demon Avenger en Xenon als nieuwe klassen. Maximale level verhoogd naar 250. (Zomer 2013 GMS)
- Cygnus Returns / Cygnus Awakening - Strijker, Wind Breker en Ziel Meester worden gerevamped en hun maxiamle level wordt verhoogd van 120 naar 250. (Najaar 2013 GMS)
- RED - Avonturiers revamp, Zero Klasse, Kritias. (Winter 2013/2014 GMS)
- You&I / Rising Heroes - Elite Bosses en Burning Fields toegevoegd, Shade klasse toegevoegd. Veel kleine gebieden worden verzegeld voor een heropening (Zomer 2014 GMS)
- Rising Stars - Star Force voor uitrusting wordt toegevoegd, Star Planet wordt toegevoegd (mini game wereld), Black Heaven de eerste MapleStory Blockbuster wordt toegevoegd. (Winter 2014/2015 GMS)
- MIB / Firepower - Toevoeging van Scrapyard lv190 content en Lotus boss. (Zomer 2015 GMS)
- Reboot - Toevoeging Reboot wereld (hier kan je niet ruilen en moer je alles zelf verdienen), Kinesis Klasse toegevoegd, Ursus boss toegevoegd, Koreaans volks Dorp heropend. (Winter 2015/2016 GMS)
- Heroes of Maple - Toevoeging van de tweede blockbuster Heroes of Maple, Damian boss toegevoegd samen met Dark World Tree content. (Zomer 2016 GMS)
- V Update - Vijfde job advancement voor alle klassen toegevoegd, 3 Nieuwe wereld delen beschikbaar in de Arcane River regio: Vanishing Journey, Chu Chu Island en Lachelein met de Lucid boss. (Winter 2016/2017 GMS)
- Beyond / Override - Omega Sector heropend, Legion systeem vervangt karakter kaarten en deeltijd banen,  4e Arcane River regio: Arcana. Dream Breaker PQ  (Zomer 2017 GMS)